# شورآباد، آق‌دام
شورآباد (ترکی آذربایجانی: Şuraabad) یک منطقهٔ مسکونی در جمهوری آرتساخ است که در استان مارتاکرت واقع شده‌است.